# Bombardeo de Wieluń
El Bombardeo de Wieluń es considerado por muchos como el primer acto importante de la Segunda Guerra Mundial, y la Invasión alemana de Polonia de 1939. Después de que Junkers Ju 87 de la Luftwaffe se trasladaran al espacio aéreo  Polaco en la madrugada del 1 de septiembre, llegaron a la ciudad de Wieluń a las 04:40 –45 horas. Alrededor de este tiempo, se llevaron a cabo los primeros ataques aéreos en la ciudad, con un total de bombas de 46,000 kg lanzadas sobre objetivos civiles durante 9 horas consecutivas. En otros lugares, la Batalla de Westerplatte y la  Escaramuzas de Danzig comenzaron aproximadamente al mismo tiempo (04:45 h), comenzando la Invasión de Polonia bien coordinada.
Situada cerca de la frontera de la  alemán Segunda República Polaca, la ciudad de Wieluń estaba completamente indefensa, carecía de capacidades antiaéreas o guarniciones del ejército. A pesar de que Wieluń no tenía objetivos militares, los ataques aéreos continuaron. Los informes de inteligencia alemanes habían declarado que había una brigada de Segunda República Polaca caballería estacionada en la ciudad. La Luftwaffe bombardeó ciudades cercanas como Działoszyn, Radomsko y Sulejów, que tampoco tenían objetivos militares.
El ataque a la ciudad ha sido descrito como el primer crimen de guerra cometido por Alemania en la Segunda Guerra Mundial. Según los informes, la Luftwaffe había bombardeado un hospital "claramente marcado", y Ametrallaron a civiles que huían. Posteriormente, se informó de 127 víctimas civiles, posiblemente "varios cientos", pero se desconoce el número exacto. El 70% de la ciudad (el 90%, en el centro de la ciudad) quedó totalmente destruida.

## Sincronización
La hora exacta en que cayeron las primeras bombas en Wieluń en la mañana del 1 de septiembre de 1939 ha sido objeto de debate, particularmente en referencia a las afirmaciones de que el bombardeo de la ciudad fue el primer acto abierto de la Segunda Guerra Mundial, antes de cinco minutos del bombardeo de Westerplatte a las 04:45, que tradicionalmente se ha considerado el inicio de la guerra.
El tiempo dado por la mayoría de las fuentes polacas es 04:40, pero este es un promedio de informes de testigos presenciales sobre varias fases del bombardeo inicial, que probablemente duró más de un minuto. El historiador polaco Tadeusz Olejnik informa sobre una serie de relatos de las primeras bombas cayendo ya a las 04:30. Otro historiador polaco, Jan Książek, describió a las 04:40 como un tiempo "ciertamente confirmado".
Fuentes alemanas informan que la hora es 05:40, según los documentos de vuelo alemanes ( Startzeit: 5.02, Angriffzeit: 5.40, Landezeit: 06.05 : despegue 05:02, ataque 05:40, aterrizaje 06:05). La diferencia horaria, 04:40 versus 05:40, ha sido atribuida por varios escritores, como el periodista,a una diferencia horaria de verano entre Polonia y Alemania.